# Zielona (powiat proszowicki)
Zielona – wieś w Polsce położona w województwie małopolskim, w powiecie proszowickim, w gminie Koniusza.
W latach 1975–1998 miejscowość należała administracyjnie do województwa krakowskiego.

Integralne części miejscowości: Nowa Wieś, Poćwiercie.